# Concorrência monopolística
Em economia, a concorrência ou competição monopolística é um tipo de concorrência imperfeita em que existem várias empresas, cada uma vendendo uma marca ou um produto que difere em termos de qualidade, aparência ou reputação, e cada empresa é a única produtora de sua própria marca. A competição monopolística é caracterizada também por não haver barreiras à entrada. Existem muitos exemplos de setores industriais com essa estrutura de mercado, como café empacotado, calçados e refrigerantes.
Neste tipo de concorrência imperfeita, são produzidos produtos distintos, porém, com substitutos próximos passíveis de concorrência, não exercendo um monopólio e não vivendo a situação de concorrência perfeita. Por isso, esse tipo de estrutura de mercado é considerada intermediária entre a concorrência perfeita e o monopólio.
Exemplo: Suponha que em uma cidade existam muitos supermercados. No entanto, em um bairro específico, existe apenas um, fazendo com que muitos moradores deste bairro comprem nesse supermercado por comodidade. Assim, o supermercado deste bairro específico tem certo grau de poder na fixação do preço, caracterizando uma concorrência monopolística . Porém o preço elevado das mercadorias vendidas pode fazer com que alguns prefiram ir a supermercados mais distantes.

## Características da concorrência monopolística
- As empresas competem entre si vendendo produtos diferenciados, altamente substituíveis uns pelos outros, embora não sejam substitutos perfeitos. Em outras palavras, a elasticidade cruzada da demanda é alta, mas não infinita;
- A variedade de vendedores é elevada, sendo o mercado de acesso fácil. Também é comum a saída de empresas quando seus produtos deixam de ser lucrativos;
- Trata-se de uma estrutura mais próxima de realidade de concorrência perfeita, onde se supõe um produto homogêneo produzido por todas as empresas.
- A diferenciação do produto pode dar-se por características físicas (composição química, potencial), pela embalagem ou pelo esquema de produção de venda (aprimorando o atendimento, fornecimento de brindes, manutenção). Quanto maior a diferenciação do produto, mais a empresa que produz poderá controlar o preço.

Essas características acabam atribuindo um certo poder de mercado à empresa, embora não tão grande quanto do monopólio. Se uma empresa tiver um lucro grande, outras empresas investirão o montante necessário (em desenvolvimento, compra de máquinas, matérias primas, marketing, etc) para lançar novas marcas (delas próprias) para também auferirem lucro, reduzindo a fatia de mercado e o lucro das demais empresas do setor.

## Equilíbrio no curto e no longo prazo

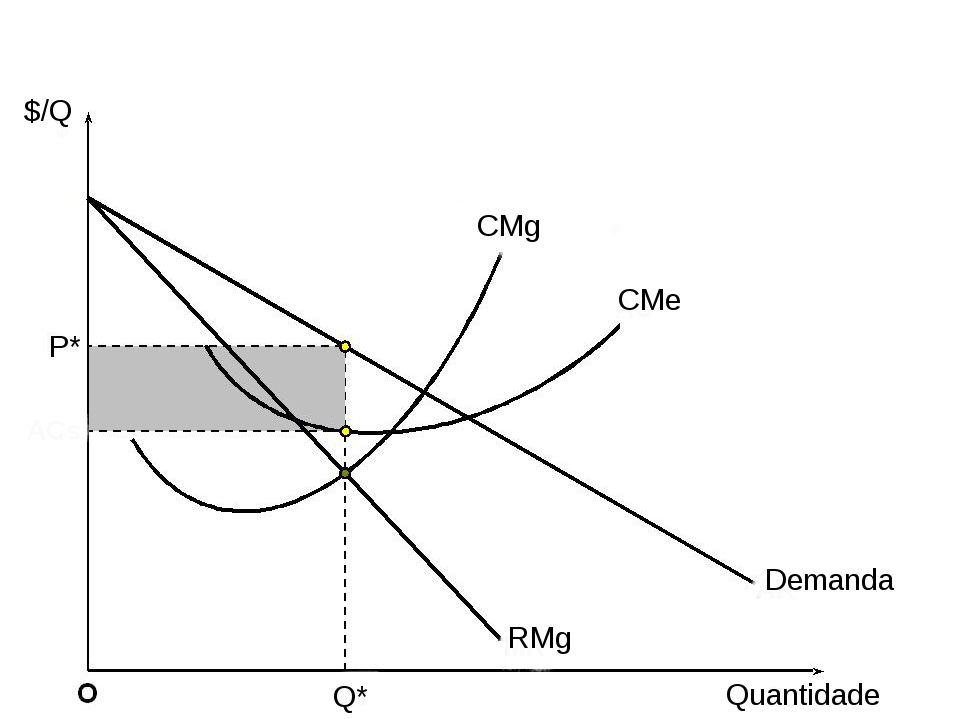
No curto prazo, o custo médio é menor que o preço, e a empresa obtém lucro, representado pela área sombreada.

Na competição monopolística as empresas se defrontam com curvas de demanda por seus produtos decrescentes (não confundir com a curva de demanda de mercado, que também é decrescente e muito mais inelástica), e por isso elas têm poder de mercado. Contudo, isso não quer dizer que as empresas têm a possibilidade de terem grandes lucros. A competição monopolística também tem características da concorrência imperfeita: como há livre entrada, a possibilidade de obter lucros atrairá novas empresas que reduzirão os lucros econômicos a zero.
Para tornar isso claro, vamos analisar dois gráficos. O primeiro mostra o equilíbrio de curto prazo para uma empresa qualquer inserida na concorrência monopolística. Como o produto dessa empresa difere dos demais, a curva de demanda é decrescente, e consequentemente é sua receita marginal. A quantidade q* capaz de maximizar o lucro encontra-se no ponto de intersecção das curvas de receita marginal e custo marginal (RMg=CMg). Como o preço P* (preço ótimo) é maior que o CMe* (custo médio ótimo), a empresa tem lucro, representado pela área sombreada.

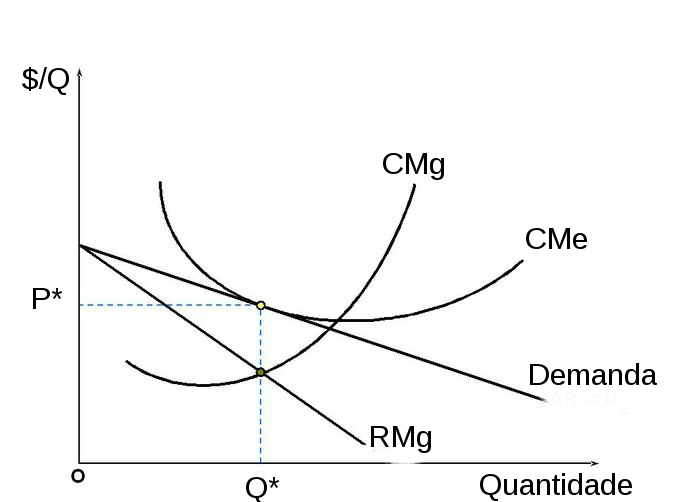
No longo prazo, o lucro vai atrair novas empresas, deslocando a curva de demanda da empresa para baixo. A consequências são que a empresa perderá uma fatia de mercado e seus lucros serão reduzidos a zero.

No longo prazo, o lucro atrairá novas empresas. A medida que há novas empresas, a curva de demanda da empresa se deslocará para baixo, reduzindo seus lucros a zero, ou seja, o custo médio será igual ao preço (P*=CMe). Porém a empresa ainda tem poder do monopólio, porque ela é a única produtora de sua marca e por isso a curva de demanda tem uma inclinação descendente. Na prática, as empresas têm custos diferentes uma das outras, seja por causa da tecnologia ou da mão de obra empregada, e por isso algumas se sairão sobre as outras e terão um pequeno lucro.

## Eficiência Econômica
Mercados com concorrência monopolística são imperfeitos, logo, não maximizam o excedente total (a soma do excedente do produtor e do consumidor) por dois motivos: (i) o preço é de equilíbrio é maior que o custo marginal. Isso significa que o valor que os consumidores dão a essa unidade adicional seria maior que o custo de produzir esta unidade marginal, e por fim isso gera um peso morto. E (ii) a empresa não opera no ponto da curva de custo médio onde o seu custo médio seria mínimo. Se você observar o gráfico do equilíbrio no longo prazo, verá que a empresa terá que aumentar a produção para chegar no custo médio mínimo, mas ela não fará porque isso acarretaria em prejuízos (o preço seria menor que o custo médio).
Essas ineficiências diminuem o bem estar (excedente) dos consumidores. Contudo, mesmo com os dois motivos anteriormente citados, a concorrência monopolística ainda é desejável, por duas razões:
1. Em boa parte dos setores com concorrência imperfeita há um grande número de empresas, que fabricam produtos satisfatoriamente substituíveis entre si, de maneira que nenhuma empresa terá um grande poder de monopólio. Em resumo, o poder de mercado de cada empresa é pequeno. Consequentemente, o peso morto também será pequeno;
2. Toda a ineficiência tem que ser ponderada com um importante benefício da concorrência monopolística: a diversidade de produtos. Todos os consumidores valorizam a capacidade de poder escolher entre diferentes marcas. O benefício de se ter uma ampla variedade de produtos pode superar sem dificuldades a ineficiência do poder de monopólio.